# آلفردو لاندا
آلفردو لاندا (انگلیسی: Alfredo Landa؛ ‏ ۳ مارس ۱۹۳۳ – ۹ مهٔ ۲۰۱۳) بازیگر اهل اسپانیا بود.
از فیلم‌های او می‌توان به دایه عزیز، جنگل افسون‌شده، چشم طمع به همسایه طبقه پنجم نداشته باشید، کاروسل حوالی ۱۹۵۰ و سرقت در ساعت ۳ اشاره کرد.

## جوایز
- جایزه بهترین بازیگر مرد جشنواره فیلم کن (۱۹۸۴)
- بهترین بازیگر جایزه گویا (۱۹۸۷ و ۱۹۹۲)
- جایزه افتخاری گویا (۲۰۰۷)